# Mattia Cigalini
Mattia Cigalini (Ponte dell'Olio, 9 giugno 1989) è un sassofonista e compositore italiano.

## Biografia
Diplomatosi in sassofono classico presso il Conservatorio di Musica "Giuseppe Nicolini" di Piacenza, inizia ad esibirsi a soli 12 anni.
Nel 2008 ottiene i primi riconoscimenti (fra cui il Premio Nazionale Luciano Zorzella come "Migliore nuovo talento" e il Premio Internazionale Massimo Urbani) e appare nel suo primo disco, Mood (Mattia Cigalini), con il Guido Manusardi Quartet.
Sempre nel 2008, pubblica il suo primo disco come leader di un trio, 3 for E. Si fa inoltre notare da importanti riviste di settore come Jazzit, Swing Journal, Jazz Hot, Music Guardian e Musica Jazz.
Nel 2009, pubblica Arriving Soon, in cui collabora con Fabrizio Bosso, Andrea Pozza, Riccardo Fioravanti e Tullio De Piscopo.
Collabora con i più grandi artisti italiani ed internazionali (Tom Harrell, Uri Caine, Randy Brecker, Stefano Bollani, Paolo Fresu, Techfood Crew e tantissimi altri) esibendosi nei più famosi teatri, feastivals e sale da concerto in Europa e nel mondo.
Nel 2010, lancia il progetto Res Nova assieme a Mario Zara, Yuri Goloubev e Tony Arco, presentato al Musicamdo Jazz Festival 2010 di Macerata.
Nel 2011 viene nominato "Ambasciatore per i Diritti Umani" da ONLUS - Associazione per i Diritti Umani.
Nel 2012 riceve l'onorificenza "Piacentino dell'anno", conferitagli dalla città di Piacenza.
Il suo ultimo album "Beyond" (CAM JAZZ) contiene brani di Lady Gaga, Rihanna, Shakira, Jennifer Lopez, Black Eyed Peas, ed originali dello stesso Cigalini; il progetto è stato presentato al Festival Internazionale di Münster (Germania), registrando il sold-out.
Dal 2013 è Direttore Artistico di "Val Luretta Jazz Festival", Festival Jazz che si svolge ad Agazzano (PC) nel suo paese di residenza.
Alle elezioni amministrative del 2016 viene eletto sindaco di Agazzano.
Nel 2017 fonda l'azienda Cigalini Music S.r.l, società attiva nel settore degli strumenti musicali.
Dal 2019 è docente presso il Conservatorio "Giuseppe Nicolini" di Piacenza, del triennio di laurea "Saxofono Jazz".

## Discografia
- 2008 – Mood (con il Guido Manusardi Quartet, MAP Records)
- 2008 – 3 for E (Freecom Records)
- 2009 – Arriving Soon (DejaVu Records)
- 2011 – Res Nova (EMI-My Favorite)
- 2013 – Beyond (CAM JAZZ)
- 2015 - Right Now (CAM JAZZ)
- 2015 - Astrea (CAM JAZZ)
- 2016 - Adamas (Verve - Universal Music Group)